# Festival d'Angoulême 1980
La septième édition du Salon international de la bande dessinée d'Angoulême se déroule du 25 au 27 janvier 1980 autour du thème « Les sportifs dans la BD », en écho aux Jeux olympiques d'hiver de 1980.
Le grand prix de la ville d'Angoulême est remis à Fred, créateur du Petit Cirque et de Philémon. François Bourgeon, Jean-Claude Forest et Marc Wasterlain sont également récompensés en recevant les premiers prix d'Angoulême nommés « Alfred », d'après le personnage de Zig et Puce.

## Programme

### Affiche
- Pellos, grand prix quelques années plus tôt, dessine l'affiche du festival.

### Expositions[1]
- Le Sport dans la BD
- Pilote
- Bande dessinée argentine
- Mat
- Raoul Guérin
- Jacques Laudy
- René Brantonne

## Palmarès
Le jury décernant les prix est composé de Robert Escarpit (Le Monde), Max Dejour (La Charente libre), Pierre Lebedel (Le Figaro), Jean-Paul Morel (Le Matin de Paris), Pierre Veilletet (Sud Ouest), Claude Villers (France Inter), Pierre Pascal, Jean-Michel Boucheron (Maire d'Angoulême), Thierry Lagarde, François Pierre, Monique Bussac, Francis Groux, Dominique Bréchoteau. Pour la dernière fois, aucun prix n'est remis à un album.
- Grand prix : Fred
- Prix du meilleur dessinateur : François Bourgeon
- Prix du meilleur scénariste : Jean-Claude Forest
- Prix de la B.D. : Marc Wasterlain
- Prix de la Promotion de la BD : Découverte du monde, Larousse

## Déroulement du festival
- Courant 1979, Pierre Pascal, l'un des trois fondateurs, démissionne de l'organisation pour protester contre ce qu'il perçoit comme son amateurisme persistant malgré la forte croissance du festival[1]. Désireux de « faire d'Angoulême la véritable capitale de la BD », et soutenu par la mairie, il revient à la tête d'une organisation plus structurée[1].
- C'est un tournant historique pour le salon : deux des fondateurs (Jean Mardikian et Pierre Pascal) se brouillent, le troisième, Francis Groux, démissionne (le 30 janvier).
- Des policiers entrent dans la « bulle » pour y ôter une affiche contre le service militaire.

## Documentation
- Pierre Pascal (int. par Henri Filippini), « Pierre Pascal parle d'Angoulême 7 », Schtroumpfanzine, no 36,‎ décembre 1979, p. 13.
- Loïc Hervouet, « Angoulême, folle de la B.D. », Le Monde,‎ 19 décembre 1980 (lire en ligne).

1. 1 2 3 4  Pascal 1979.